# نیل هالستند
نیل هالستند (انگلیسی: Neil Halstead؛ زادهٔ ۷ اکتبر ۱۹۷۰) موسیقی‌دان، خواننده-ترانه‌پرداز و تهیه‌کننده موسیقی اهل بریتانیا است.
نیل هالستند خواننده، ترانه‌سرای اصلی و گیتاریست گروه موسیقی شوگیزینگ است. آل‌میوزیک او را «یکی از معتبرترین ترانه‌سرایان بریتانیا» و مجلهٔ تایم اوت وی را «یکی از بزرگترین ترانه‌سرایان بریتانیا» می‌دانند.